# Laurie C. Battle
Laurie Calvin Battle (* 10. Mai 1912 in Wilsonville, Shelby County, Alabama; † 2. Mai 2000 in Bethesda, Montgomery County, Maryland) war ein US-amerikanischer Soldat, Rechtsanwalt und Politiker (Demokratische Partei).

## Werdegang
Laurie Calvin Battle graduierte 1930 an der Deshler High School in Tuscumbia (Alabama). Anschließend ging er auf das Birmingham-Southern College in Birmingham (Alabama), wo er einen Bachelor of Arts machte. Dann besuchte er in den Jahren 1934 und 1935 die Vanderbilt University und das Scarritt College, beide in Nashville (Tennessee) beheimatet. Seinen Master of Arts machte er 1939 an der Ohio State University in Columbus (Ohio). Ferner besuchte er 1946 die University of Alabama in Tuscaloosa.
Battle verfolgte ebenfalls eine militärische und politische Laufbahn. Er diente zwischen 1942 und 1946 in der US-Army und dann zwischen 1946 und 1972 in der United States Army Reserve (USAR). Während dieser Zeit war er als Farmarbeiter tätig. Darüber hinaus war er 1940 Professor an der Ohio State University. Ferner war er als Versicherungsvertreter und Rechtsanwalt tätig. Battle wurde in den 80. US-Kongress gewählt und in die drei nachfolgenden US-Kongresse wiedergewählt. Er entschied sich 1954 gegen eine Kandidatur für den 84. US-Kongress, kandidierte aber dafür erfolglos um eine demokratische Nominierung für den US-Senat. Battle war im US-Repräsentantenhaus vom 3. Januar 1947 bis zum 3. Januar 1955 tätig. Dann war er zwischen 1966 und 1976 als Stabsdirektor und rechtlicher Berater (Counsel) für das United States House Committee on Rules tätig und zwischen 1976 und 1988 als Special Adviser für die United States League of Savings Associations in Washington, D.C.
Battle verstarb 2000 in Bethesda (Maryland) und wurde auf dem Arlington National Cemetery beigesetzt.